# Bolitoglossa pesrubra
Espèce
Synonymes
- Magnadigita pesrubra Taylor, 1952
- Magnadigita torresi Taylor, 1952

Statut de conservation UICN

 VU A2ace : Vulnérable
Bolitoglossa pesrubra est une espèce d'urodèles de la famille des Plethodontidae.

## Répartition
Cette espèce est endémique du Costa Rica. Elle se rencontre entre 1 870 et 3 620 m d'altitude dans la cordillère de Talamanca.

## Description
Bolitoglossa pesrubra mesure de 52 à 114 mm pour les mâles et de 76 à 131 mm pour les femelles, dont la moitié pour la queue. Son dos varie du brun brillant au gris clair ou noir et présente parfois des taches brun foncé à noires. Certains individus présentent une ligne longitudinale rouge brique ou jaune. Ses membres antérieurs et postérieurs ainsi que sa gorge sont rosâtres ou rougeâtres. Son ventre est brun taché de sombre ou noir taché de blanc.

## Taxinomie
Magnadigita torresi a été placée en synonymie avec Bolitoglossa pesrubra par Vial en 1966.

## Étymologie
Son nom d'espèce, du latin pes, « pied », et rubra, « rouge », lui a été donné en référence à la couleur de ses membres.

## Publication originale
- Taylor, 1952 : The salamanders and caecilians of Costa Rica. University of Kansas Science Bulletin, vol. 34, no 2, p. 695-791 (texte intégral).